# 滇蜀豹子花
滇蜀豹子花（学名：Nomocharis forrestii）为百合科豹子花属下的一个种。

## 扩展阅读
- 維基物種上的相關：滇蜀豹子花